# Ignacy Krasicki
Ignacy Krasicki, poljski pesnik, pisatelj, dramatik, škof, novinar, enciklopedist in prevajalec, * 3. februar 1735, Dubiecko, † 14. marec 1801, Berlin.

## Življenje
Ignacy Krasicki je bil rojen leta 1735 v Dubiecku blizu mesta Przemyśl kot najstarejši sin obubožane aristokratske družine. Kljub temu mu je bila omogočena dobra izobrazba, saj je imela družina naziv grofov še iz svetorimskega cesarstva, zatorej je odraščal med vplivnimi sorodniki družin Potocki in Sapieh. Leta 1751 je z bratoma v Varšavi vstopil v semenišče, leta 1759 pa je postal duhovnik. Po končanih nadaljnjih študijih v Rimu se je vrnil na Poljsko, kjer je deloval kot tajnik Władisława Łubieńskega. V tem času se je spoprijateljil z bodočim kraljem Stanisławom Augustom Poniatowskim, ki je po kronanju Krasickemu podelil naziv kaplana. S kraljevo podporo in skupaj s prijateljem Franciszkom Bohomolcem je izdajal oziroma pisal članke za časnik Monitor. Leta 1767 je postal škof Warmije in si s tem prislužil mesto v senatu takratne republike. 
Svoja prva literarna dela je Krasicki predstavil na t. i. četrtkovih obedih kralja Stanisława Augusta Poniatowskega, na katerih so se zbirali umetniki in predstavljali svoja dela. Med prebranimi deli je bila njegova prva pesem Hymn do milości ojczysny (Himna na domovinsko ljubezen). Leta 1772, po prvi delitvi Poljske, je Krasicki začel prijateljevati s takratnim pruskim kraljem Friderikom II. Velikim. Po njegovi smrti je Krasicki ohranjal dobre stike z njegovim potomcem, ki ga je leta 1795 povzdignil v nadškofa Gniezna. Kralj Stanisław August Poniatowski mu je dodelil red belega orla ter red svetega Stanislava, pruski kralj Friderik II. Veliki pa mu je dodelil še red rdečega orla. V letih 1798 in 1799, tri leta pred smrtjo, je izdajal revijo Co Tydzień. Umrl je leta 1801 v Berlinu.

## Delo
Ignacy Krasicki je bil ena osrednjih osebnosti poljskega razsvetljenstva, obdobja, ko je bila Poljska v letih 1772, 1793 in 1795 razdeljena med Prusijo, Avstrijo in Nemčijo in za določen čas izbrisana z zemljevida Evrope. Kljub pestremu političnemu dogajanju se je Krasicki družbenopolitičnemu boju izogibal in se prilagodil razmeram poljskega življenja. Napake in nasprotja tistega časa je spremljal kot opazovalec in jih na satiričen in ironičen način upodabljal ter kritiziral v svojih delih. Poljsko literaturo je pomagal osvoboditi iz okovov jezuitske sholastike in pretirane dvorne poezije prejšnjega obdobja ter jo tako približal sodobni evropski literaturi.
Kot začetek njegove literarne kariere označujemo leto 1774, ko je izdal pesem Hymn do miłości ojczysny (Himna na domovinsko ljubezen). Takrat je imel Krasicki že skoraj 40 let. Ta pozni prvenec mu je prinesel izjemen uspeh in je dolga leta služil kot neuradna poljska himna. Njegovo najproduktivnejše obdobje je bilo med letoma 1775 in 1780. Leta 1775 je napisal komični ep Myszeida (Mišeida), v katerem je na satiričen način opisoval poljske družbene razmere in zaostale nazore. Čeprav se je Krasicki pri svojem literarnem ustvarjanju večinoma posluževal klasičnih literarnih oblik (satire, posmehljivo-junaške pesmi, basni), pa je začrtal pot tudi v poljski literaturi do tedaj povsem novi obliki: romanu. Njegovo delo Mikołaja Doświadczyńskiego przypadki (Dogodivščine Nikolaja Doświadczyńskega), ki je izšlo leta 1776, velja za prvi roman napisan v poljskem jeziku in predstavlja pomemben mejnik v razvoju poljske proze. Kmalu za tem, leta 1778, je izšel tudi prvi del njegovega romana Pan Podstoli (Gospod Podstolnik), v katerem Krasicki skozi poglede gospoda Podstolnika izraža lastna prizadevanja za izboljšanje takratne družbene ureditve, hkrati pa tudi željo po ohranitvi starega reda. Zadnji (tretji) del je izšel šele po njegovi smrti, leta 1803.
Izrazito satirični talent Krasickega se je najbolje uveljavil predvsem v krajših pesmih, ki so zbrane v pesniški zbirki Satyry (Satire) iz leta 1779. Te pesmi predstavljajo vrh njegovega pesniškega ustvarjanja, snov za njih pa je črpal predvsem iz lastnega opazovanja življenja vodilnega sloja tedanje poljske družbe v zadnjih letih pred propadom države. Med njegovimi krajšimi deli sta najpomembnejši zbirki Bajki i przypowieści (Basni in pripovesti) in Bajki nowe (Nove basni). Snov za basni je črpal tako iz narodnih, kot tudi iz tujih ljudskih del in jim podal novo obliko. Med letoma 1781 in 1783 je izdal tudi enciklopedijo v dveh delih Zbiór potrzebniejszych wiadomości (Zbirka najpotrebnejšega znanja). To je bila do tedaj druga enciklopedija napisana v poljskem jeziku.

## Prevodi v slovenščino
- Pan Podstoli (V. Mandelc v Janežičevem Cvetniku slovenske slovesnosti; berilu za višje gimnazije in realke, 1868; 265–272).
- Hazad: Vzhodna povest: polski spisal J. Krasicki (A. Janežič v Cvetniku; berilu za slovensko mladino, drugi del, 1876; 14).
- Zlog listov. Po Krasickem (J. Bleiweis v Slovenskem berilu za četrti gimnazijalni razred, 1855; 135–136).